# Base Lázarev
La Base Lázarev (en ruso:Cтанция Лазарев) es una abandonada estación científica de la Unión Soviética -desde 1991 heredada por Rusia- situada en el borde occidental de la barrera de hielo Lázarev en la costa de la Princesa Astrid en la Tierra de la Reina Maud. 
Fue inaugurada como base permanente el 10 de marzo de 1959 y nombrada en homenaje a uno de los pioneros de la Antártida: Mijaíl Lázarev.
La estación fue construida a 1,3 millas del frente de la barrera de hielo. El espesor de la capa de hielo en la zona de la estación es de unos 140 m, y se mueve en dirección oeste a una velocidad de 70 m/año. El temperatura promedio anual del aire allí es de -16 °C, la velocidad media del viento es de 9 m/s. La noche polar dura hasta el 24 o 19 de julio de cada año.
La estación sirvió de base para el estudio de la Tierra de la Reina Maud, y allí se llevaron a cabo programas de observación sobre: meteorología, aerología, actinometría, glaciología, geomorfología, oceanografía, y las auroras polares. En la primera temporada invernaron 7 personas, y en la segunda, 11.
La principal amenaza para la existencia de la estación fue la posibilidad de ruptura de la barrera de hielo, por lo que a 9 km de la base había un campamento de emergencia equipado con un generador eléctrico y depósitos de combustibles y de los alimentos. Una de las principales dificultades de funcionamiento eran las ventiscas. En la segunda temporada de la estación la nevada dejó varios metros de espesor de capa de nieve.
El 26 de febrero de 1961 la base fue cerrada y todo el equipo se trasladó a una nueva, a 80 km al sur en el oasis Schirmacher, la Base Novolázarevskaya. La Base Lázarev fue examinada en 1980 y su estructura estaba intacta.